# Rick Danko
Richard Clare "Rick" Danko (født 29. december 1942 i Green's Corners, Ontario, død 10. december 1999 i Marbletown, New York) var en canadisk bassist og sanger i rockgruppen The Band.
Danko blev født og voksede op i en musikalsk ukrainsk-kanadisk familie i Greens Corners, et landbrugssamfund uden for den lille by Simcoe i Ontario.

## Diskografi

### MedThe Band
- Music from Big Pink (1968)
- The Band ( 1969)
- Stage Fright (1970)
- Cahoots ( 1971)
- Rock of Ages (live) (1972)
- Moondog Matinee ( 1973)
- Northern Lights-Southern Cross (1975)
- Islands ( 1977)
- The Last Waltz ( 1978)
- Jericho ( 1993)
- High On The Hog (1996)
- Jubilation ( 1998)

### Solo
- Rick Danko (1977)
- In Concert (1997)
- Live on Breeze Hill (1999)
- Times Like These (2000)